# Episodi di Ten Days in the Valley
La prima e unica stagione della serie televisiva Ten Days in the Valley è stata trasmessa sulla ABC dal 1º ottobre 2017 al 6 gennaio 2018. Dopo la messa in onda di quattro episodi, ABC ha annunciato il ritiro della serie dai palinsesti a causa dei bassi ascolti. I rimanenti 6 episodi verranno trasmessi da 16 dicembre 2017 al 6 gennaio 2018.
In Italia la stagione è stata pubblicata da TIMvision il 10 aprile 2018.
| n° | Titolo originale          | Titolo italiano                   | Prima TV USA     | Prima TV Italia |
| -- | ------------------------- | --------------------------------- | ---------------- | --------------- |
| 1  | Day 1: Fade In            | Giorno 1: Fade In                 | 1º ottobre 2017  | 10 aprile 2018  |
| 2  | Day 2: Cutting Room Floor | Giorno 2: Il taglio nel pavimento | 8 ottobre 2017   | 10 aprile 2018  |
| 3  | Day 3: Day Out of Days    | Giorno 3: Un giorno diverso       | 15 ottobre 2017  | 10 aprile 2018  |
| 4  | Day 4: Below the Line     | Giorno 4: Tra le righe            | 22 ottobre 2017  | 10 aprile 2018  |
| 5  | Day 5: Back to Ones       | Giorno 5: Ritorno indietro        | 16 dicembre 2017 | 10 aprile 2018  |
| 6  | Day 6: Down Day           | Giorno 6: Giorno giù              | 16 dicembre 2017 | 10 aprile 2018  |
| 7  | Day 7: Breaking the Story | Giorno 7: La storia si incrina    | 23 dicembre 2017 | 10 aprile 2018  |
| 8  | Day 8: Against Type       | Giorno 8: Contro                  | 30 dicembre 2017 | 10 aprile 2018  |
| 9  | Day 9: Re-Cast            | Giorno 9: Via di nuovo            | 6 gennaio 2018   | 10 aprile 2018  |
| 10 | Day 10: Fade Out          | Giorno 10: Fade Out               | 6 gennaio 2018   | 10 aprile 2018  |